# Dima parnonensis
Dima parnonensis (лат.) — вид жуков-щелкунов (Elateridae) из подсемейства Dendrometrinae.

## Распространение
Встречается в Южной Европе: Греция (Peloponnese: Parnon Mts., до 1300 м).

## Описание
Взрослый жук имеет длину от 12 до 14,5 мм и ширину около 5 мм. Пронотум с грубой пунктировкой, блестящими надкрыльями с редким коротким опушением. Основная окраска тела коричневая (до буровато-чёрной). Вид был впервые описан в 2008 году немецким колеоптерологом Р. Шиммелем (Rainer Schimmel) и его итальянским коллегой Дж. Платиа (Giuseppe Platia), а его валидный статус подтверждён в ходе ревизии, проведённой в 2017 году энтомологами из Чехии (Josef Mertlik, Robin Kundrata) и Венгрии (Tamás Németh).